# Железничка станица Лозовик-Сараорци
Железничка станица Лозовик-Сараорци је једна од железничких станица на прузи Мала Крсна—Велика Плана. Налази се насељу Лозовик у општини Велика Плана. Пруга се наставља у једном смеру ка Крњево-Трновчету и у другом према Осипаоници. Железничка станица Лозовик-Сараорци састоји се из 4 колосека.